# 毛治国
毛 治国（もう ちこく、1948年〈民国37年〉10月4日 - ）は、中華民国の政治家。行政院長を務めた。1990年代の国民党政権下では有力な交通事務官僚であった。

## 来歴
1971年に国立成功大学を卒業し土木工学学士号を取得。卒業後はタイ王国のアジア工科大学院に留学し、1975年に卒業。その後、アメリカ合衆国のマサチューセッツ工科大学に留学し、1982年に卒業した。帰国後の1982年から1987年にかけて、新竹市国立交通大学の准教授を務めた。
1987年に交通部長秘書室長を務め、1989年1月1日に交通部観光局長に任命され、同年に台湾料理の展示会、1990年に台北ランタンフェスティバルを開催させた。1991年9月2日に交通部参事に任命され、台湾高速鉄道の企画に参加した。
1993年に交通部道路交通安全監督委員会副主任委員、交通規制委員会副会長、航空管理事務局長を歴任し、1994年9月17日に交通部常務次長（日本の事務次官に相当）に昇進し、2000年5月20日まで務めた。1996年には、台湾の通信業界を開こうと、アジア太平洋オペレーションの促進を図り、その結果、テレコムに関する三つの法案（電気通信改正法、DGT組織条例の改正、中華電信株式会社条例）が立法院で可決された。
2000年8月21日に中華電信理事長に就任した。2003年1月に退任した後、同年に国立交通大学に教授として戻り、2006年からは学部長を務めた。
2008年5月20日に交通部長に就任。2013年2月18日に行政院副院長に就任し、2014年12月8日に、11月の地方選挙で国民党が大敗した責任を取り辞任した江宜樺の後任として行政院長に就任した。
2016年1月18日に、2016年総統選挙で民進党の蔡英文が当選したことを受け、「政権交代により重大な政策決定が出来なくなった場合、国の発展と人民の福祉に影響が出る」として総辞職を表明した。
2016年5月9日、馬英九総統より、一等景星勲章を授与される。